# Jack Geran
Jack Geran, właśc. John Francis Geran (ur. 10 grudnia 1929 w Melbourne, zm. 20 czerwca 2021) – australijski żużlowiec. 

## Życiorys
W czasie swojej kariery dwukrotnie awansował do finałów indywidualnych mistrzostw świata na żużlu, w latach 1957 – X miejsce oraz 1958 – XIV miejsce. Dwukrotnie reprezentował Australię w turniejach eliminacyjnych drużynowych mistrzostw świata (w latach 1960 i 1961). 
W lidze brytyjskiej startował w barwach klubów Exeter Falcons (1952–1955, 1965–1967), Poole Pirates (1956), Leicester Hunters (1957–1961) oraz Oxford Cheetahs (1962–1964). Dwukrotny medalista drużynowych mistrzostw Wielkiej Brytanii: złoty (1964) oraz srebrny (1959).